# Sidor-Txoi
Sidor-Txoi (en rus: Сидор-Чой) és un poble de la República de Komi, a Rússia, segons el cens del 2010 tenia 7 habitants.